# Gerterode
Gerterode est une commune allemande située dans l'arrondissement d'Eichsfeld en Thuringe.

## Géographie

Situation de Gerterode dans l'arrondissement

La commune fait partie de la Communauté d'administration d'Eichsfeld-Kessel.

## Démographie
| 1910 | 1933 | 1939 | 1995 | 2000 | 2005 | 2010 |
| ---- | ---- | ---- | ---- | ---- | ---- | ---- |
| 678  | 588  | 542  | 449  | 456  | 416  | 390  |